# Макаров, Денис Николаевич
Денис Николаевич Макаров (3 августа 1983, Воскресенск) — российский хоккеист, защитник, воспитанник  воскресенского хоккея. Чемпион Казахстана в сезоне 2015/2016 в составе клуба «Бейбарыс» из Атырау. В настоящее время является игроком хоккейного клуба «Днепр», выступающего в Украинской хоккейной лиге.

## Карьера
Воспитанник хоккейной школы воскресенского «Химика», в нём же начал свою профессиональную карьеру.

## Статистика выступлений
По состоянию на 7 января 2014 года
```
                                         --- Регулярный сезон---      ---- Плей-офф ----

Сезон   Команда                       Лига     И   Г   ГП    О   Штр    И   Г   ГП О Штр
---------------------------------------------------------------------------------------
2000-01   Химик (Воскресенск)          ВЛ      39  0    2    2   28     -   -   -  -  -
2001-02   Химик-2 (Воскресенск)        МЛ      3   1	1    2	 10     -   -   -  -  -
          Химик (Воскресенск)          ВЛ      53  2    1    5   91     -   -   -  -  -
2002-03   Химик (Воскресенск)          ВЛ      39  0    1    1   47     -   -   -  -  -
2003-04   ТХК (Тверь)                  ВЛ      14  0    3    3   37     -   -   -  -  -
2004-05   Кристалл (Электросталь)      ВЛ      45  9    5    14  74     -   -   -  -  -
          Химик (Воскресенск)          ВЛ      1   0    0    0   0      -   -   -  -  -
2005-06   Северсталь (Череповец)       РСЛ     36  0    1    1   70     -   -   -  -  -
2006-07   Северсталь (Череповец)       РСЛ     19  0    3    3   47     -   -   -  -  -
          Химик (Воскресенск)          ВЛ      3   0    0    0   2      -   -   -  -  -
2007-08   Лада (Тольятти)              РСЛ     56  1    9    10  60     -   -   -  -  -
2008-09   Лада (Тольятти)              КХЛ     54  3    6    9   50     5   2   0  2  2
2009-10   Лада (Тольятти)              КХЛ     55  4    4    8   34     -   -   -  -  -
2010-11   Спартак (Москва)             КХЛ     35  2    8    10  73     3   0   0  0  0
2011-12   Спартак (Москва)             КХЛ     47  1    6    7   58     -   -   -  -  -
2012-13   Автомобилист (Екатеринбург)  КХЛ     23  0    2    2   12     -   -   -  -  -
          Буран (Воронеж)              ВХЛ     14  2    3    5   8      14  2   1  3  8
2013-14   Буран (Воронеж)              ВХЛ     32  3    6    9   91     -   -   -  -  -
---------------------------------------------------------------------------------------

```